# Plusiodonta
Plusiodonta är ett släkte av fjärilar. Plusiodonta ingår i familjen nattflyn.

## Bildgalleri

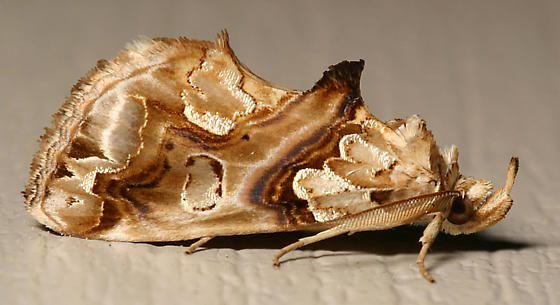
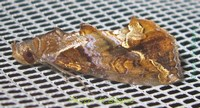

## Dottertaxa tillPlusiodonta, i alfabetisk ordning[1]
- Plusiodonta aborta
- Plusiodonta achalcea
- Plusiodonta africana
- Plusiodonta agens
- Plusiodonta amado
- Plusiodonta arctipennis
- Plusiodonta auripicta
- Plusiodonta basirhabdota
- Plusiodonta casta
- Plusiodonta chalcomera
- Plusiodonta chalsytoides
- Plusiodonta clavifera
- Plusiodonta cobaltina
- Plusiodonta commoda
- Plusiodonta compressipalpis
- Plusiodonta conducens
- Plusiodonta cupristria
- Plusiodonta detracta
- Plusiodonta dimorpha
- Plusiodonta effulgens
- Plusiodonta euchalcia
- Plusiodonta excavata
- Plusiodonta gueneei
- Plusiodonta incitans
- Plusiodonta insignis
- Plusiodonta ionochrota
- Plusiodonta macra
- Plusiodonta malagasy
- Plusiodonta megista
- Plusiodonta miranda
- Plusiodonta multicolora
- Plusiodonta natalensis
- Plusiodonta nictites
- Plusiodonta nitissima
- Plusiodonta nummaria
- Plusiodonta repellans
- Plusiodonta repellens
- Plusiodonta speciosissima
- Plusiodonta stimulans
- Plusiodonta suffusa
- Plusiodonta theresae
- Plusiodonta thomae
- Plusiodonta tripartita
- Plusiodonta tripuncta
- Plusiodonta wahlbergi